# Mieczysław Horszowski
Mieczysław Horszowski, né le 23 juin 1892 à Lemberg (en royaume de Galicie et de Lodomérie, Autriche-Hongrie), et mort le 22 mai 1993 à Philadelphie (Pennsylvanie), est un pianiste polonais, naturalisé américain en 1948.

## Biographie
Né dans une famille juive, il reçoit ses premières leçons de piano de sa mère, une élève de Charles Mikuli (lui-même ancien élève de Chopin). À l'âge de sept ans, il étudie avec Teodor Leszetycki à Vienne; Leszetycki avait eu pour professeur le fameux pédagogue et ancien élève de Beethoven, Carl Czerny. En 1901, il donne son premier concert public à Varsovie en interprétant la Sonate pour piano nº 1 de Beethoven puis commence une carrière d'enfant prodige en Europe et en Amérique du Sud. En 1905, le jeune Horszowski joue pour Fauré et rencontre Saint-Saëns à Nice. Il a quatorze ans, en cette année 1906, lorsqu'il fait ses débuts au Carnegie Hall à New York puis à Londres. Les rencontres heureuses se multiplient avec celle du chef d'orchestre Arturo Toscanini à Montevideo et surtout du violoncelliste Pablo Casals à Milan où il donne un récital ; les deux musiciens deviendront des amis intimes et des associés privilégiés. En 1911, Horszowski décide de se retirer du circuit pianistique pour se consacrer à l'étude de la littérature, de la philosophie et de l'histoire de l'art à Paris. 
Pablo Casals l'incite à renouer avec la scène et, à l'issue de la Première Guerre mondiale, Horszowski s'installe à Milan. Lors de l'éclatement de la Seconde Guerre mondiale, il quitte l'Europe pour les États-Unis et vit à New York. À la fin de la guerre, il se produit en récital avec comme partenaires Pablo Casals, Alexander Schneider, Joseph Szigeti et le Quatuor Budapest. Il apparait fréquemment au Festival de Prades et au Festival de Marlboro. En 1957, Horszowski donne à New York, lors d'une série de concerts mémorables, l'intégrale des œuvres pour piano seul de Beethoven et, en 1960, l'intégrale des sonates pour piano de Mozart. Il est également un ardent défenseur de la musique de son temps jouant ou créant des œuvres de Honegger, d'Indy, Martinů, Stravinsky, Szymanowski, Villa-Lobos.
Parallèlement à sa carrière de concertiste, il enseigne, à partir de 1952, au Curtis Institute à Philadelphie, comptant parmi ses élèves Richard Goode, Anton Kuerti, Murray Perahia et Peter Serkin. 
Horszowski continue de jouer jusqu'à l'âge de quatre-vingt-dix-neuf ans, avec derrière lui une carrière qui aura duré quatre-vingt-dix ans, certainement la plus longue dans les annales du piano. Après un dernier concert à Philadelphie, le 31 octobre 1991, il meurt dans cette ville, le 22 mai 1993 à l'âge de cent ans.

## Hommages
Alexandre Tansman lui dédie sa Sonatine no 1, composée en 1923.

## Discographie
- Schubert récital (Impromptus, Moments musicaux, sonate D.960), Bach (concerto 1052), & Mozart (concerto pour piano no 24), 2 CD Arbiter, 2005
- Mozart The Fifteen Sonatas for Violin and Piano (Joseph Szigeti, violin ). Two sets Vanguard Classics Everyman. Sans date pour l'enregistrement d'origine (electronically reprocessed to simulate stereo, N-Y, 1968.